# M'Kira
M'Kira é uma cidade e comuna localizada na província de Tizi Ouzou, no norte da Argélia. Em 2008, sua população era de 17 690 habitantes.